# تشيونغ يوك
تشيونغ يوك (بالصينية: 張鈺) (من مواليد 28 أكتوبر 1981) هو لاعب تنس الطاولة من هونغ كونغ.
شارك في دورة الألعاب الآسيوية 2006 في الدوحة، قطر.

## روابط خارجية
- تشيونغ يوك على موقع منظمة تنس الطاولة العالمي (الإنجليزية)
- تشيونغ يوك على موقع اللجنة الأولمبية الدولية (الإنجليزية)
- تشيونغ يوك على موقع أوليمبيديا (الإنجليزية)